# Lotte Mende

Lotte Mende (aus einem zeitgenössischen Theateralmanach)

Lotte Mende, eigentlich Johanna Dorothea Louise Müller, (* 12. Oktober 1834 in Hamburg; † 5. Dezember 1891 ebenda) war eine deutsche Schauspielerin, die durch ihre Darstellungskunst in plattdeutschen Rollen berühmt geworden ist.

## Leben
Bereits 1849 sprach Mende bei der Schauspielerin Lina Höfer am Thalia-Theater vor; aber diese konnte ihr nicht weiter helfen. Im Oktober des darauffolgenden Jahres kam Mende ans Stadttheater Verden zu Heinrich Warneke und seiner reisenden Theatertruppe und konnte dort am 18. Oktober 1850 erfolgreich debütieren. Von dort wechselte sie mit jeweils kurzer Verweildauer an die Theater von Elberfeld (heute zu Wuppertal), Bonn, Aachen, Köln und Düsseldorf. 1864 holte sie Carl Schultze für sein Theater nach Hamburg und sie blieb dort bis 1874 unter Vertrag. Nach einem Brief Carl Schultzes an Adolph Kohut übernahm Mende den Vornamen „Lotte“ nach ihrem Erfolg mit der gleichnamigen Rolle im Stück Stadtminschen un Buurenlüüd.
1872 heiratete Mende in Hamburg ihren Kollegen Louis Mende († 1881). 1874 ging sie nach Berlin ans Königsstädtische Theater. Als sie im darauffolgenden Jahr am Woltersdorff-Theater (Berlin) während eines Gastauftritts in einem Dialektstück brillierte, hatte sie ihre spezielle Rolle gefunden. Dieser Erfolg brachte sie dazu, sich an kein Ensemble mehr vertraglich zu binden, sondern nur noch gastierend aufzutreten.

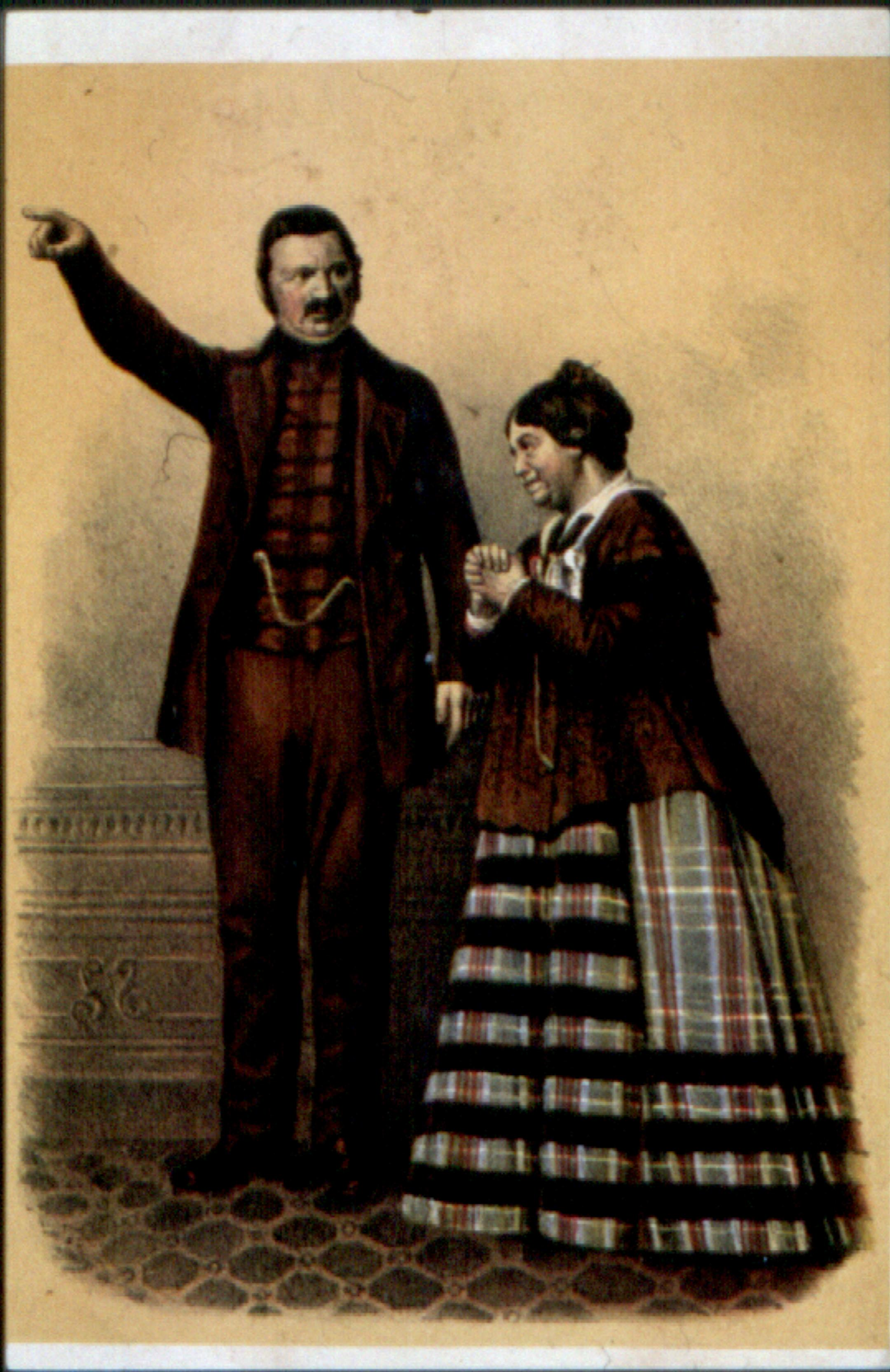
Lotte Mende als Tante Therese und Heinrich Kinder als Polizist Gaedchens in Stindes Hamburger Leiden

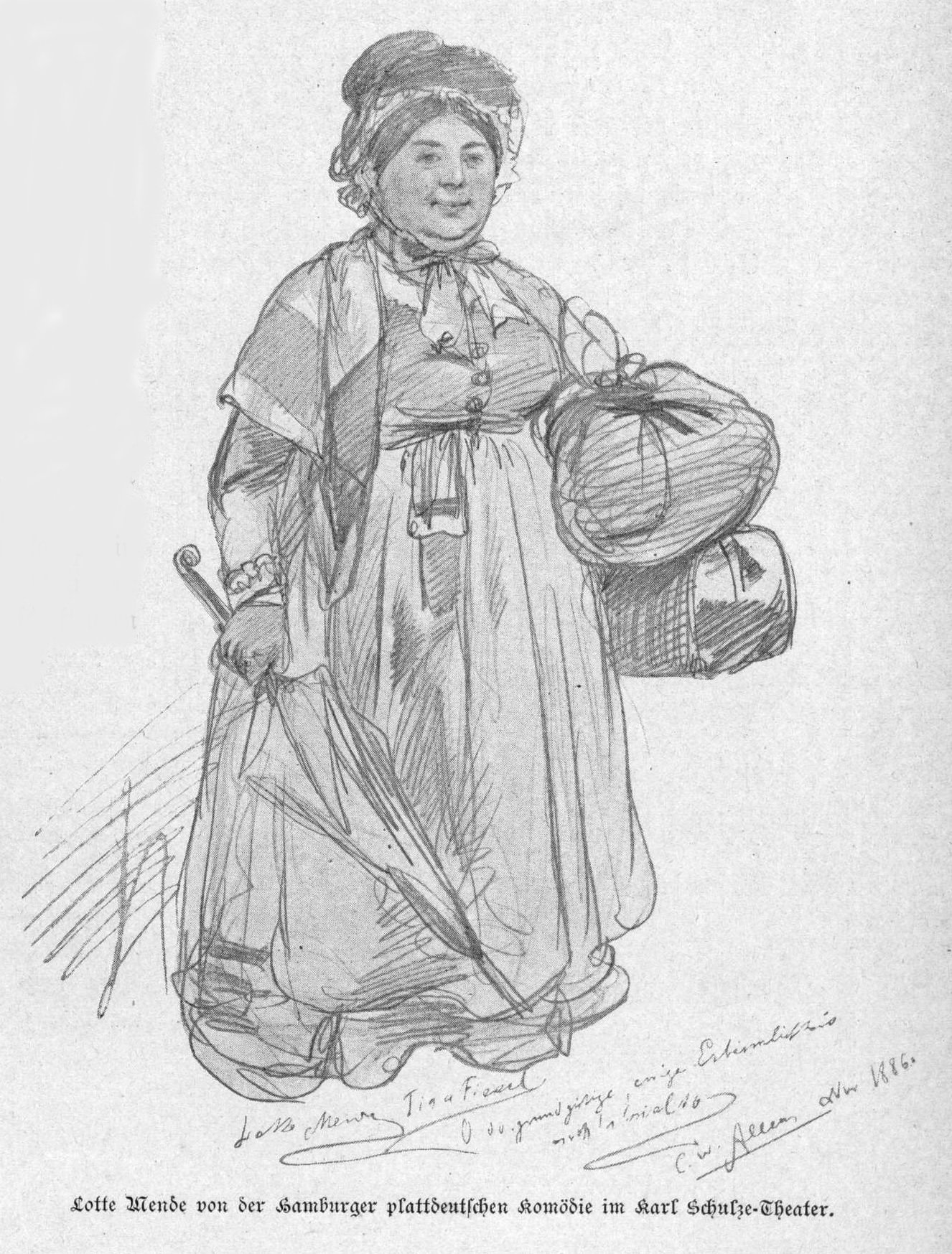
Lotte Mende im Carl-Schultze-Theater, 1886

Mende starb acht Wochen nach ihrem 57. Geburtstag am 5. Dezember 1891 in Hamburg und fand ihre letzte Ruhestätte neben ihrem Ehemann. Mit ihrer Kunst hat sie viel dazu beigetragen, die plattdeutschen Hamburger Theaterstücke Julius Stindes (Hamburger Leiden, Tante Lotte, Eine Hamburger Köchin u. a.) im ganzen deutschen Sprachgebiet bekannt zu machen. Einige ihrer Charakterzüge sind mit großer Wahrscheinlichkeit in Stindes literarische Figur Wilhelmine Buchholz eingegangen.
Nachdem die Grabstelle aufgegeben worden war, ließ der Verein Garten der Frauen den Grabstein in den Garten der Frauen auf dem Hamburger Ohlsdorfer Friedhof versetzen.

## Rollen (Auswahl)
- Frau Snut – Hanne Nüte und de lütte Pudel (Albert P. Krüger)
- Auguste Basselmann – Hamburger Pillen
- Barbara – Mein Hamburg a. d. E. (Auguste Zinck)
- Frau Wichert – Jeder Pott find’t sien’n Deckel (Auguste Zinck)
- Therese Grünstein – Hamburger Leiden (Julius Stinde)
- Frau Klähn – De lütt Heckenros (Auguste Danne)
- Lotte – Tante Lotte (Julius Stinde)
- Bauersfrau – Stadtminschen un Buurenlüüd (Georg N. Bärmann)
- Köchin – Eine Hamburger Köchin (Julius Stinde)

## Zitate
„Die vortrefflichste aller Mitstreiter für die Ehre unserer Sprache und unseres Stammes.“

„Eine Künslerin (sic!) von Gottes Gnaden, wie es in Deutschland keine Zweite gäbe.“

„Ob Lotte Mende als derbe Bauersfrau derbe Späße ausführt, ob sie als behäbigere Hamburgerin mit der Feinheit einer Frieb-Blumauer darstellt, immer zeichnet sie sich durch den Grundzug einer ehrlichen, niemals um bloßen Effekt bekümmerten Charakterisierung aus. Und dies außerordentliche, überall auch anerkannte Talent sehen wir in einem unsteten Leben von Stadt zu Stadt ziehen, von Gunst und Ungunst der Witterung und der Jahreszeiten abhängen, sehen wir angewiesen auf ein Publikum, das bei jedem neuen Gastspiel immer wieder aufs neue erobert sein will!“